# Czuwaliczka jadalna
Czuwaliczka jadalna (Catha edulis (Vahl) Forssk. ex Endl.) – gatunek zimozielonej rośliny z rodziny dławiszowatych (Celastraceae). Występuje w Afryce Wschodniej i Arabii. Jest również uprawiana.

## Morfologia
PokrójKrzew lub małe drzewo.
LiścieSkórzaste, szeroko jajowate, karbowane. Mają nerwy i brzegi zabarwione na czerwono.
KwiatyDrobne, 5-krotne, białe.
OwoceTorebki.

## Zastosowanie

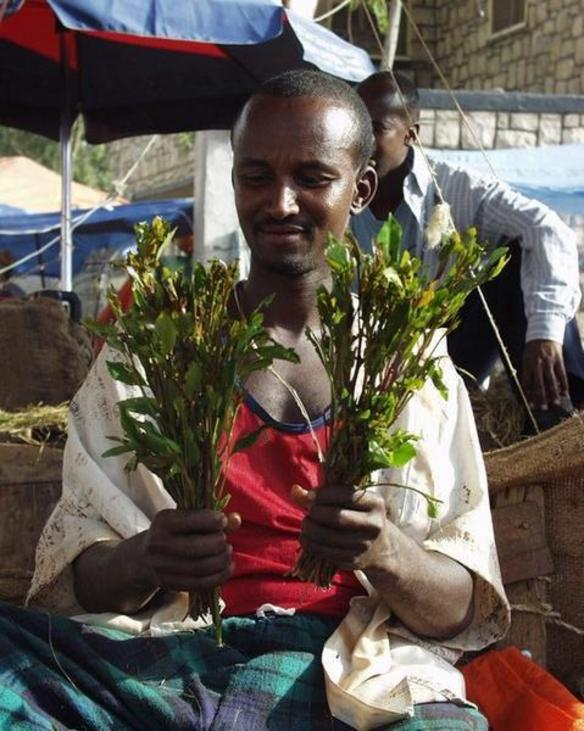
Sprzedawca czuwaliczki w Burco (Somalia)

Roślina znana już w świecie starożytnym. Była używana między innymi przez Egipcjan, którzy odkryli jej właściwości stymulujące. Współcześnie stosowana zwłaszcza w Jemenie, gdzie uprawy czuwaliczki jadalnej stanowią ponad 40% wszystkich upraw roślinnych i mogą być źródłem dochodu dla nawet 90% rodzin jemeńskich. Jej świeże lub suszone liście są używane przez mieszkańców do żucia oraz do sporządzania naparu.

## Legalność
Na mocy ustawy z dnia 20 marca 2009 r. o zmianie ustawy o przeciwdziałaniu narkomanii posiadanie roślin żywych, suszu, nasion, wyciągów oraz ekstraktów z czuwaliczki jadalnej jest w Polsce nielegalne.